# ハーフタイムショー

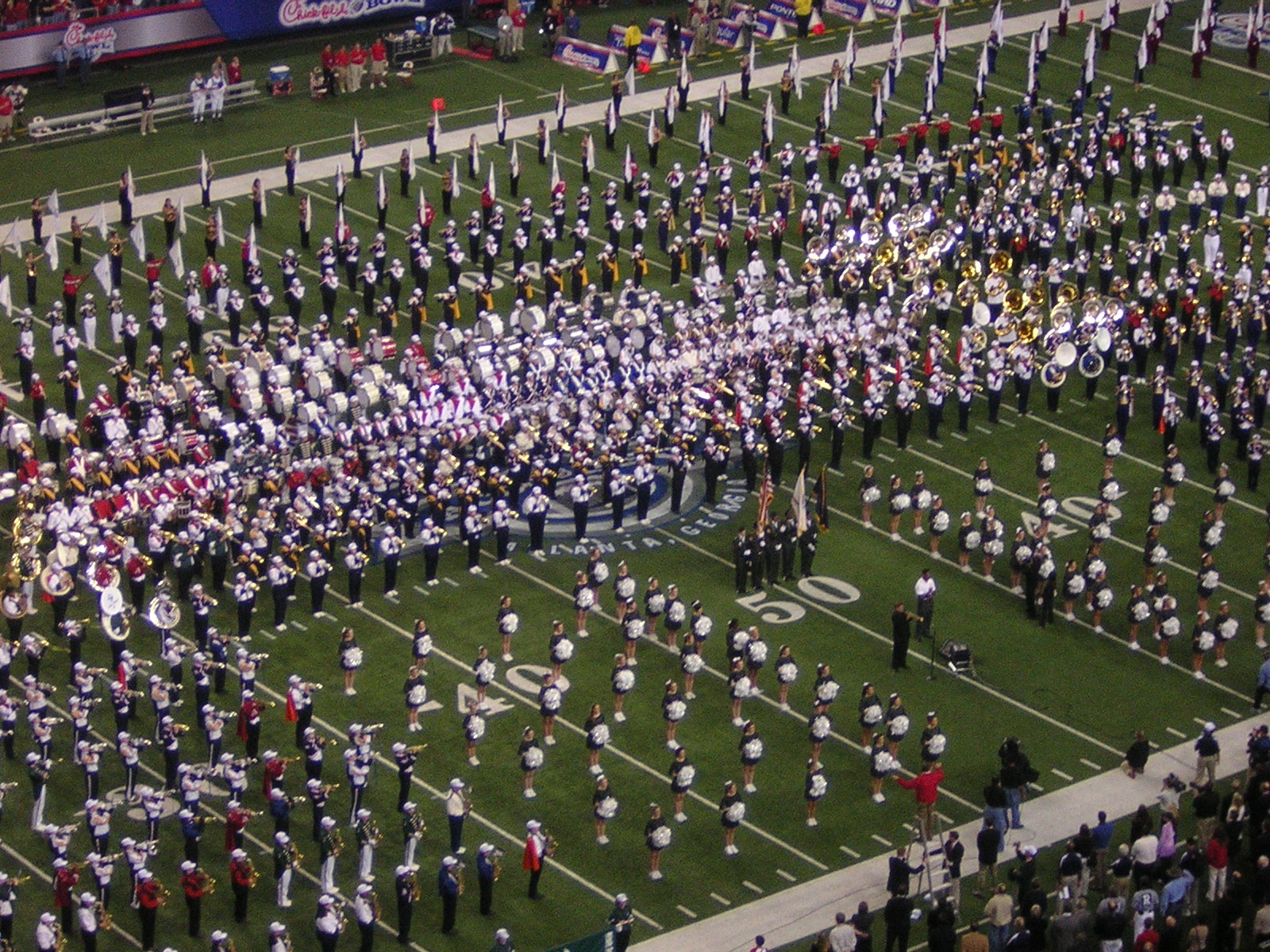
2006年度ピーチボウルでの高校生のマーチングバンドによるハーフタイムショー

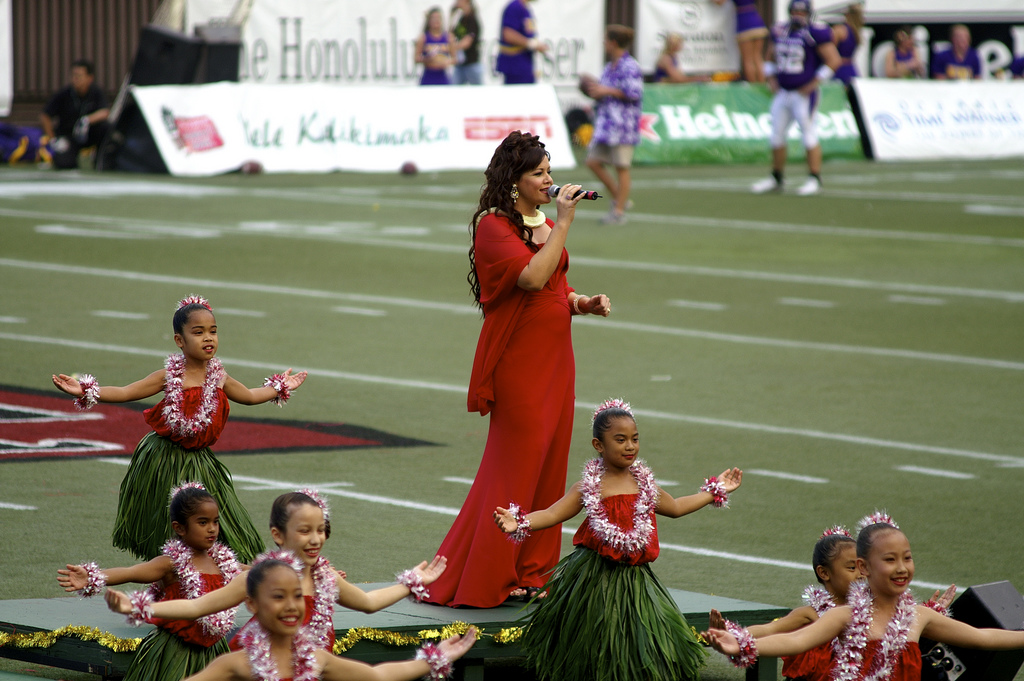
2007年、ハワイボウルのハーフタイムショーで歌うエイミー・ギリアム

ハーフタイム・ショー（Halftime show）は、スポーツの試合において前半戦と後半戦の間、または第2クォーターと第3クォーターの間の休憩時間（ハーフタイム）に行われるパフォーマンス・ショー。ただし、野球、ボクシングなど前後半制をとらないスポーツにおいてはハーフタイム・ショーは行われない（試合中断時に同様のショーが行われ「インターバル・ショー」と呼ばれることもあるがあまり定着していない）。3ピリオド制のアイスホッケーにおいては、第1ピリオドと第2ピリオドの間、第2ピリオドと第3ピリオドの間の2回ハーフタイムがあり、アメリカ合衆国などでは通常観客からランダムに数名を選定してゲームなどを行なう。

## 概要
ハーフタイム・ショーの起源は通常ウォルター・リンゴにあるとされる。リンゴは犬舎の所有者で、全てネイティヴ・アメリカンで構成されるフットボール・チームであるウーラン・インディアンズのスポンサーをしており、遠征試合などで犬舎のプロモーションを行なっていた。インディアンズはフットボールだけでなく、犬の展示、ニック・ラサが熊と闘いジム・ソープがボールを長距離跳ばすなど選手の力自慢大会、ネイティヴ・アメリカンの民族舞踊や文化の実演など様々なエンターテイメントを行なっていた。ネイティヴ・アメリカンが試合に力を入れていないという事実を覆い隠すためにハーフタイム・ショーが行われていたが、どの試合でもほぼ同じ内容であり2年で消滅した。
近現代のハーフタイム・ショーはチアリーダー、バトントワリングなどのダンス、マーチングバンドの演奏、大掛かりなパフォーマンスなどが行われる。バイユー・クラシックなど大学フットボールの主要な試合において、特に歴史的黒人大学が対戦するハーフタイムで「バトル・オブ・ザ・バンド」として両チームのマーチングバンドが演奏する。プロスポーツの大きな試合ではプロの歌手がライブを行うことがある。

## アメリカン・フットボール
ハーフタイム・ショーはアメリカンフットボールやカナディアンフットボールでは伝統になっている。第2クォーターと第3クォーターの間の通常20分間の休憩時間、フィールド上で様々なエンターテイメントが行われ、主なものはマーチングバンドの演奏である。
高等学校や主な大学の試合において、ハーフタイムに両チームのスクールバンドが演奏を競い合う。チアリーダーやダンス・チームが出演することもある。他にも多岐にわたる様々なアクティビティが行なわれる。1980年代初頭まで、試合がテレビ中継される際には通常ハーフタイム・ショーも放送されていた。しかしそれ以降ハーフタイムには他の試合の結果または途中経過などが放送されている。
プロの試合では高校や大学のバンドが招聘されることもある。スーパーボウルやグレイ・カップでは通常世界的に有名なスター歌手が登場し、ダンスや花火などの特殊効果が行われる。試合の観客、視聴者は非常に多く、歌手にとっての晴れ舞台とされる一方、出場歌手の選定を誤ると酷評を受ける。例えば第100回グレイ・カップのハーフタイム・ショーではバラード歌手のゴードン・ライトフットは称賛されたが、10代のポップ歌手であったジャスティン・ビーバーは演奏を通してブーイングを受けた。
多くのフットボール歴史家は、ハーフタイム・ショーはNFL初期のウーラン・インディアンズが発祥と考えている。ウォルター・リンゴはチームをエアデール・テリアを売るための宣伝活動の戦略と考えていた。リンゴは試合で良い結果を出すよりも斬新なハーフタイム・ショーの方が集客に効果的と考えていた。チーム名は、全てネイティヴ・アメリカンで構成されているためインディアンズと名付けられ、リンゴのウーロン・ケンネル・カンパニーからウーロンが名付けられた。インディアンズの選手たちは試合前後にウーロン・エアデールに芸をさせる手伝いをしていた。しかし1920年代初頭にはハーフタイム・ショーが一大アトラクションとなっていた。物を投げ、犬に持ってこさせる芸などを披露していた。ネイティヴ・アメリカンの民族舞踊、トマホークやナイフ投げなども披露していた。「ロング・タイム・スリープ」との呼び名を持つ選手のニック・ラサは熊と闘うこともあった。また第一次世界大戦中、ユナイテッド・ステイツ・インディアン・スカウトの軍事訓練を披露することもあった。ここでリンゴはエアデール・アメリカ赤十字社犬による負傷兵への救急措置などを披露しケンネルの宣伝を行なった。スカウトや赤十字犬によるショーの多くは実際の退役軍人が行ない、ドイツ軍については在郷軍人会がリンゴから借りたドイツ軍の制服を着て真似をした。インディアンズのファンにとって試合結果よりもハーフタイム・ショーの方が重要となっていった。1922年から1923年の2年間の活動期間にインディアンズは3勝しかしなかった。

### スーパー・ボウル
アメリカ合衆国において、スーパーボウルのハーフタイム・ショーは試合のハイライトであり、数百万ドルがかけられる。
2004年2月1日に行われたスーパーボウル第38回大会では、MTVが企画した番組の一部として、ジャネット・ジャクソンが胸を露出したハプニング（Super Bowl XXXVIII halftime show controversy）があった。そのため、2005年大会以降、数秒遅れて放送されている。2006年の第40回大会もローリング・ストーンズによる過激な歌詞があったため、一部をカットした。

### グレイ・カップ
カナダにおいて、グレイ・カップのハーフタイム・ショーは試合のハイライトであり、数百万ドルがかけられる。2009年の第97回グレイ・カップのハーフタイム・ショーにはレニー・クラヴィッツ、ネリー・ファータド、トラジカリー・ヒップ、ブルー・ロデオが出演した。

## ラグビー
ラグビーリーグ、ラグビーユニオンの決勝戦において、ハーフタイム・ショーは伝統となっている。